# Центральный (стадион, Куляб)
Центральный стадион Куляба, также называется как стадион «Марказий» (тадж. Варзишгоҳи «Марказӣ») — многоцелевой стадион в таджикистанском городе Куляб, который находится на территории Хатлонского вилоята страны. На стадионе проводит свои домашние матчи футбольный клуб «Равшан».
Стадион построен в 1966 году по приказу ЦК Компартии Таджикской ССР для проведения домашних матчей созданной годом раньше команды. Когда стадион был построен, его назвали — Стадионом «Пахтакор», позднее стадион был переименован.
Стадион вмещает 20 тысяч зрителей, и кроме футбольных матчей на стадионе проводятся соревнования и по другим видам спорта. Также на стадионе проходят главные праздники города и страны.